# ベルモンテ・カーラブロ
ベルモンテ・カーラブロ（イタリア語: Belmonte Calabro）は、イタリア共和国カラブリア州コゼンツァ県にある、人口約2,000人の基礎自治体（コムーネ）。

## 地理

### 位置・広がり

#### 隣接コムーネ
隣接するコムーネは以下の通り。
- アマンテーア
- ラーゴ
- ロンゴバルディ
- メンディチーノ
- サン・ピエトロ・イン・アマンテーア

## 行政

### 分離集落
ベルモンテ・カーラブロには、以下の分離集落（フラツィオーネ）がある。
- Annunziata, Marina di Belmonte, Piane, Cava, Salice, Santa Barbara, Spineto, Vadi

## 人物

### 著名な出身者
- ミケーレ・ビアンキ（英語版） - 20世紀の政治家。「ファシスト四天王」の一人。